# Bazus
Bazus es una localidad y comuna francesa situada en el departamento de Alto Garona y la región de Mediodía-Pirineos.

## Demografía
| 262 | 252 | 289 | 372 | 437 | 532 |
| Para los censos de 1962 a 1999 la población legal corresponde a la población sin duplicidades (Fuente: INSEE [Consultar]) |     |     |     |     |     |

## Monumentos

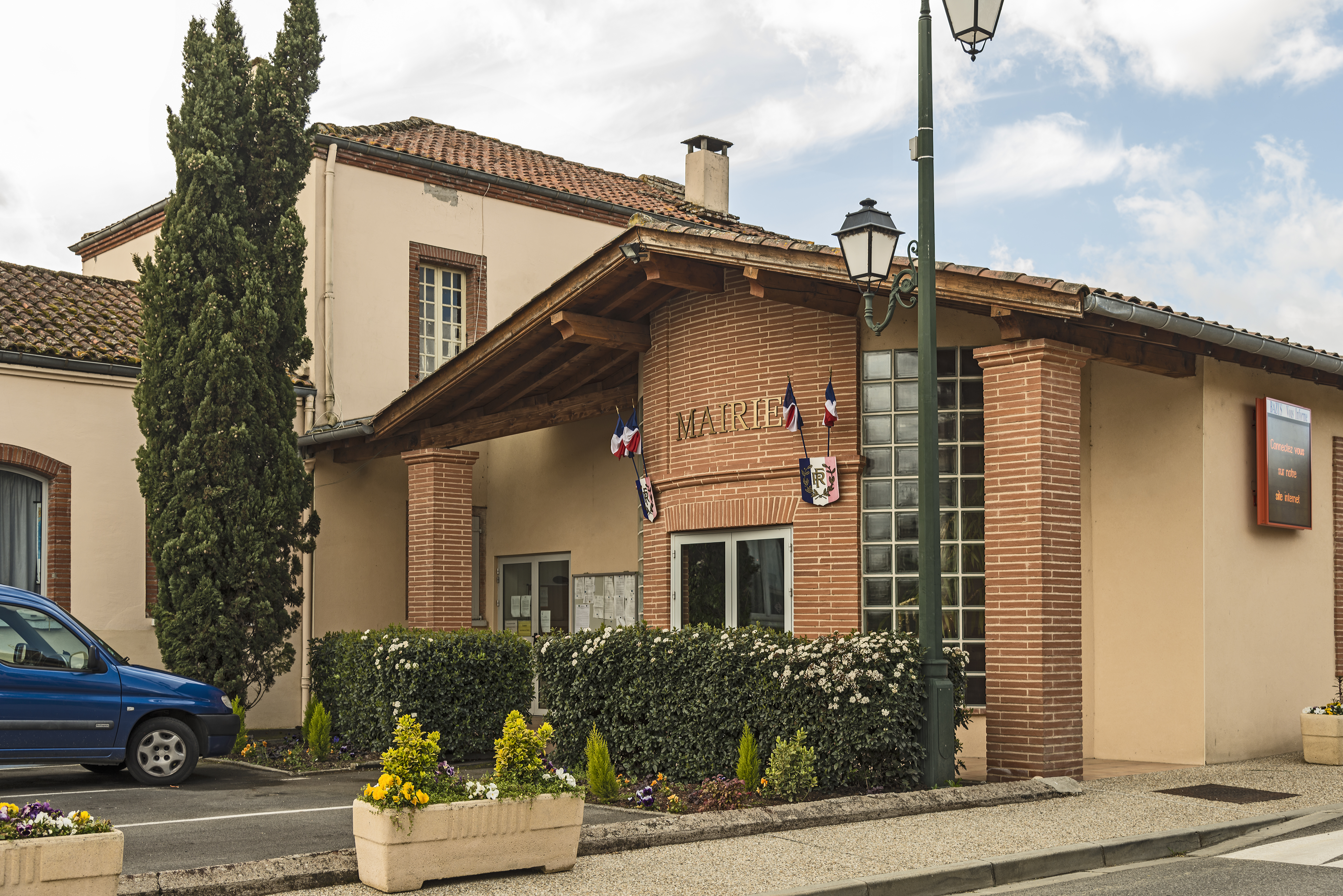
El Ayuntamiento;
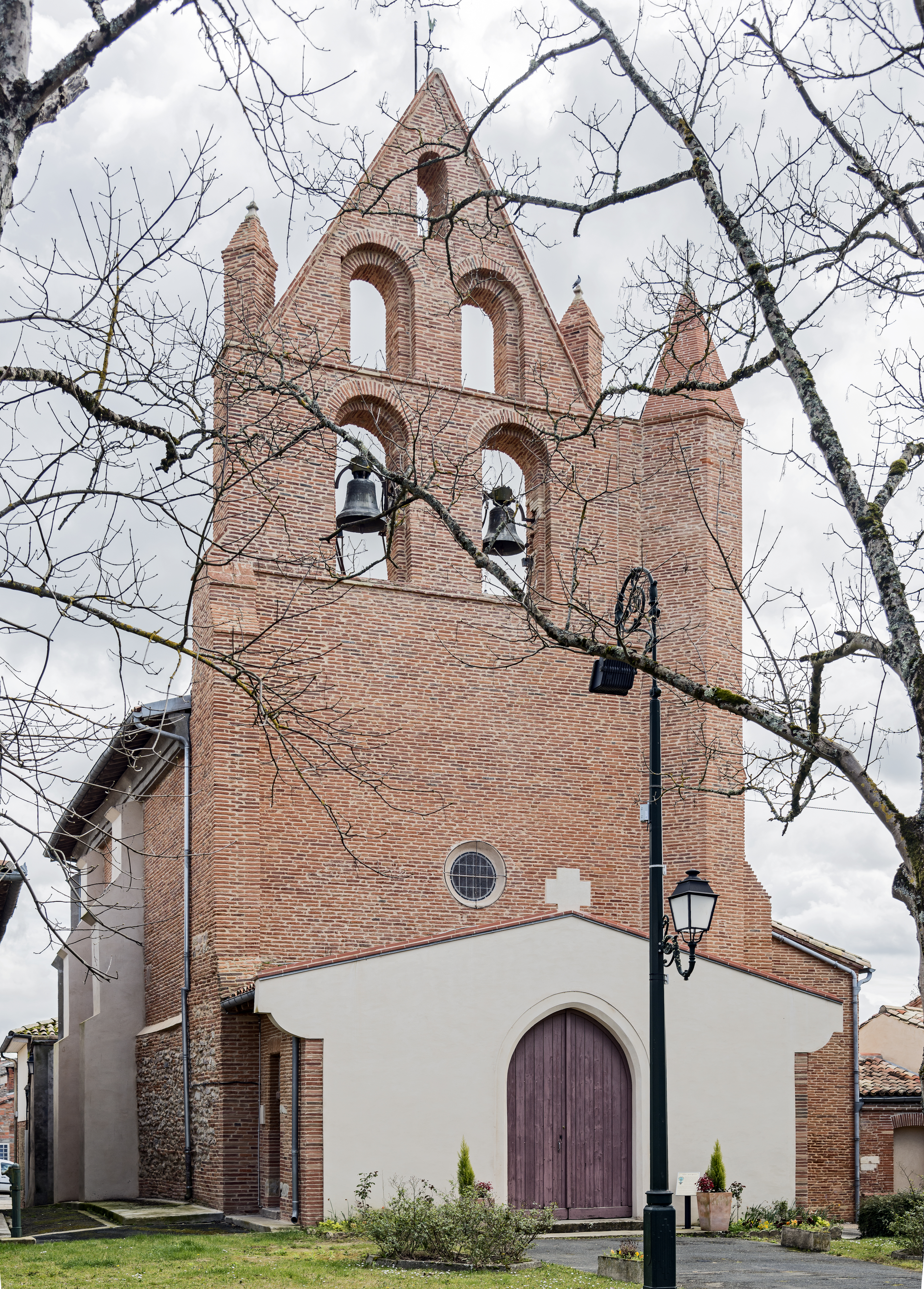
La Iglesia;
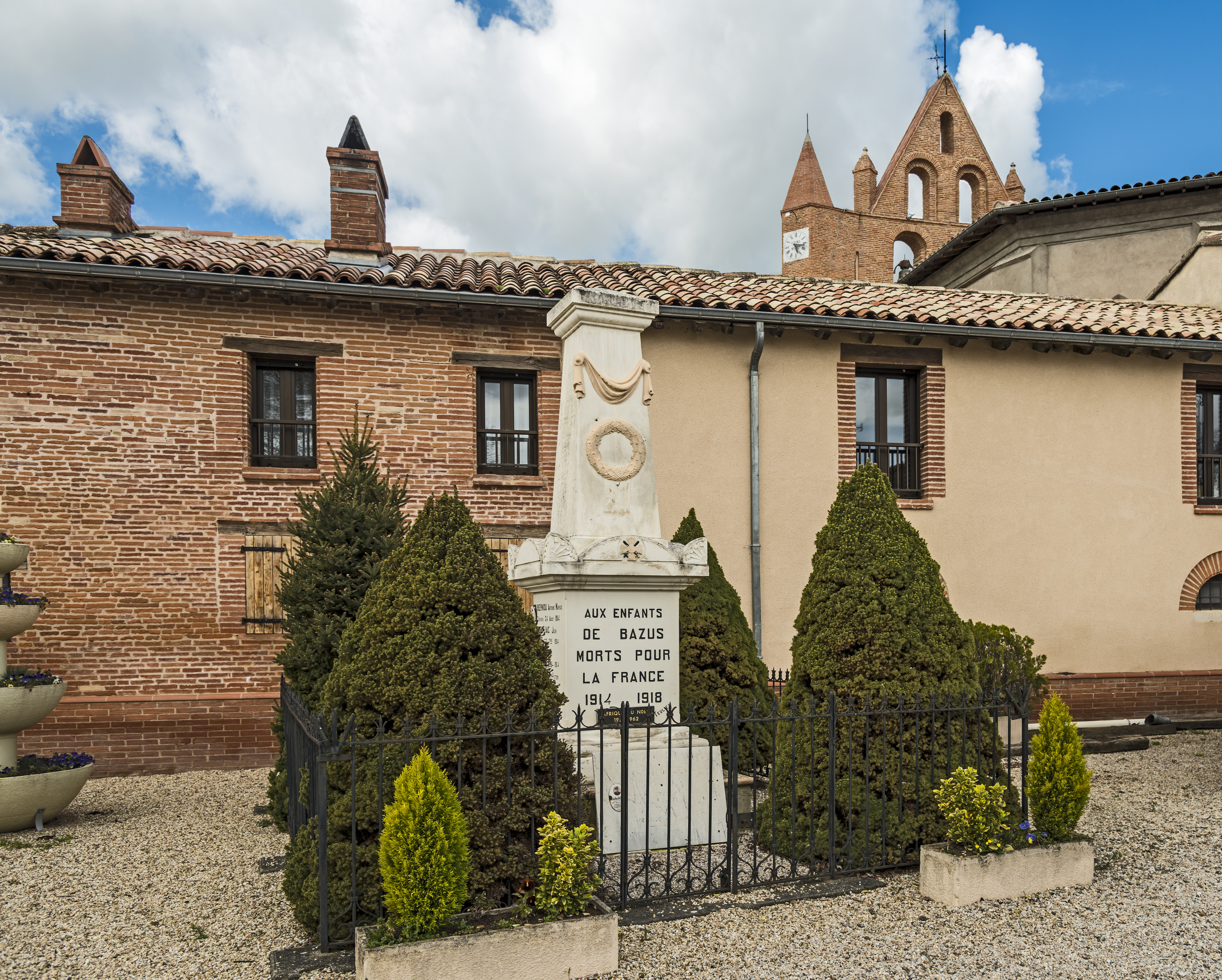
El monumento de la guerra,
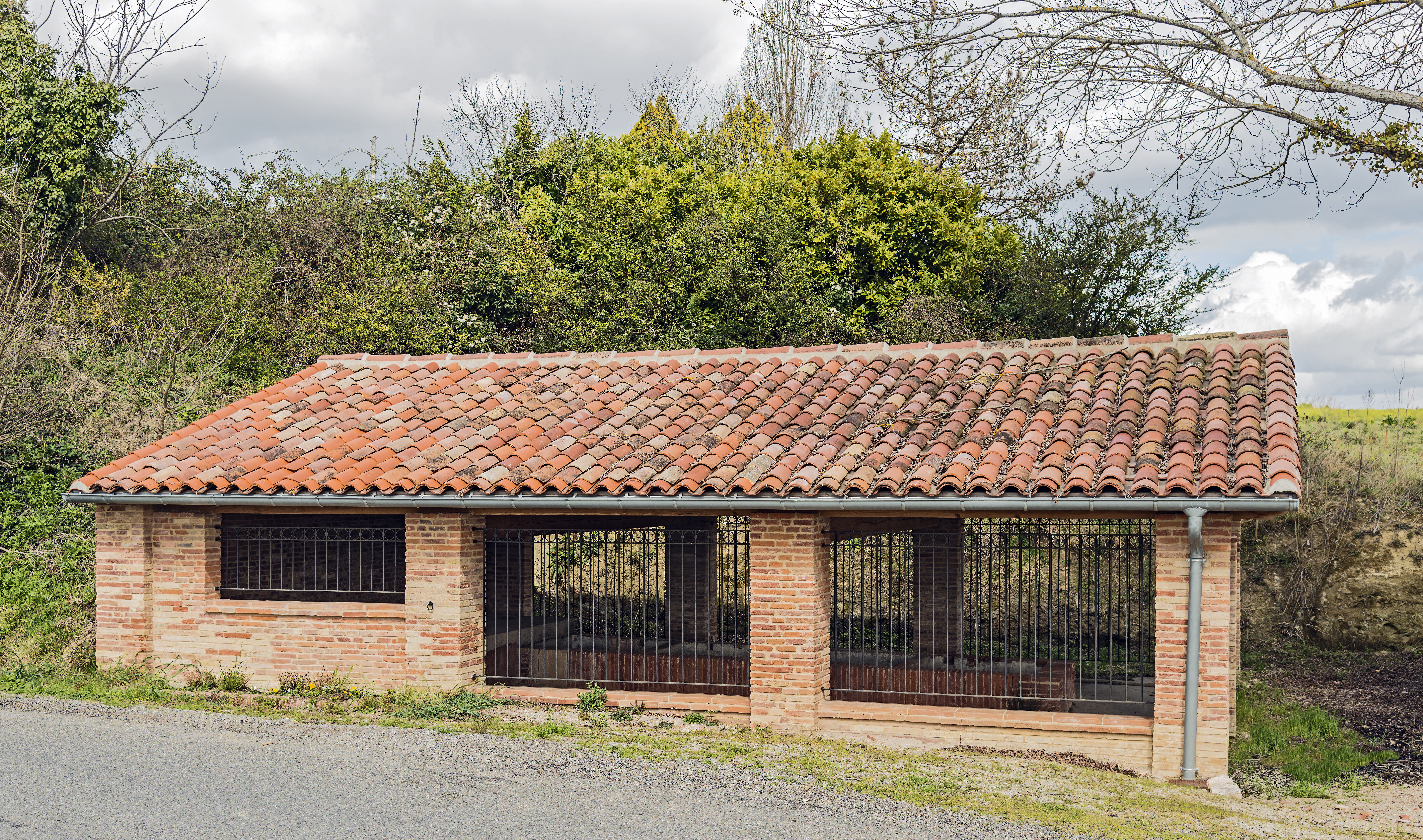
el lavadero